# Pictetia spinosa
Pictetia spinosa är en ärtväxtart som först beskrevs av Achille Richard, och fick sitt nu gällande namn av Beyra och Matt Lavin. Pictetia spinosa ingår i släktet Pictetia och familjen ärtväxter. Inga underarter finns listade i Catalogue of Life.